# Strigoi (film)
Strigoi este un film fantastic, de groază, dramă și comedie britanic din 2009, în regia și scenariul lui Faye Jackson. În rolurile principale sunt Constantin Bărbulescu, Camelia Maxim și Cătălin Paraschiv. Filmul este inspirat din mitologia românească a vampirului strigoi.

## Povestea
Vlad (interpretat de Cătălin Paraschiv) se întoarce din Italia acasă în satul bunicilor săi. Ajuns aici găsește satul adunat la o înmormântare ciudată, mortul având urme de mușcături la gât. Începe să investigheze cazul, în timp ce morții îngropați lângă calea ferată se trezesc, transformându-se în strigoi. 

## Distribuția
- Constantin Bărbulescu este Constantin Tirescu
- Camelia Maxim
- Cătălin Paraschiv este Vlad
- Dan Popa
- Rudi Rosenfeld

## lansare
Filmul Strigoi a debutat pe 17 august 2009 la Toronto After Dark Film Festival.
| Regiunea      | Data lansării      | Festival                                        |
| ------------- | ------------------ | ----------------------------------------------- |
| Canada        | 17 august 2009     | Toronto After Dark Film Festival                |
| Statele Unite | 20 septembrie 2009 | Maelstrom International Fantastic Film Festival |
| Statele Unite | 24 septembrie 2009 | Idaho International Film Festival               |
| Canada        | 28 septembrie 2009 | Edmonton International Film Festival            |
| Statele Unite | 10 octombrie 2009  | Eerie Horror Film Festival                      |
| Statele Unite | 25 octombrie 2009  | Austin Film Festival                            |
| Australia     | 30 octombrie 2009  | Fantastic Planet Film Festival                  |
| Africa de Sud | 01 noiembrie 2009  | South African HORRORFEST                        |
| Grecia        | 05 martie 2010     | International Sci-Fi & Fantasy Film Festival    |
| Elveția       | 05 iulie 2010      | Neuchâtel International Fantastic Film Festival |
| Statele Unite | 14 iulie 2010      | Another Hole in the Head                        |

## Premii
| An   | Festival                                        | Premiu                                            | Recipient    |
| ---- | ----------------------------------------------- | ------------------------------------------------- | ------------ |
| 2010 | Neuchâtel International Fantastic Film Festival | Best European Feature Film (Silver Méliès)        | Faye Jackson |
| 2009 | Fantastic Planet Film Festival                  | Best Director                                     | Faye Jackson |
| 2009 | Maelstrom International Fantastic Film Festival | Best Feature                                      | Faye Jackson |
| 2009 | South African HORRORFEST                        | Best Picture                                      | Faye Jackson |
| 2009 | Toronto After Dark Film Festival                | Best Independent Feature Film (Gold Vision Award) | Faye Jackson |